# Prime
 (транскр.  Прајм) је асортиман спортских напитака, мешавина пића и енергетских напитака који производи Prime Hydration, LLC. Промовишу га јутјубери Логан Пол и KSI. Најаву производа 2022. године пратила је помпа на друштвеним медијима повезана са овим личностима друштвених медија, које заједно имају десетине милиона пратилаца.
Изазвао је контроверзу због своје маркетиншке кампање, која је критикована због циљања на децу и адолесценте, у комбинацији са њиховом високом концентрацијом кофеина. Неколико земаља, јурисдикција и основних и средњих школа забранило је или ограничило ово пиће због садржаја кофеина који премашује законске границе или се на други начин сматра небезбедним за децу.